# Ceylonese baardvogel
De Ceylonese baardvogel (Psilopogon flavifrons synoniem: Megalaima flavifrons) is een endemische baardvogel die alleen voorkomt op Sri Lanka.

## Beschrijving

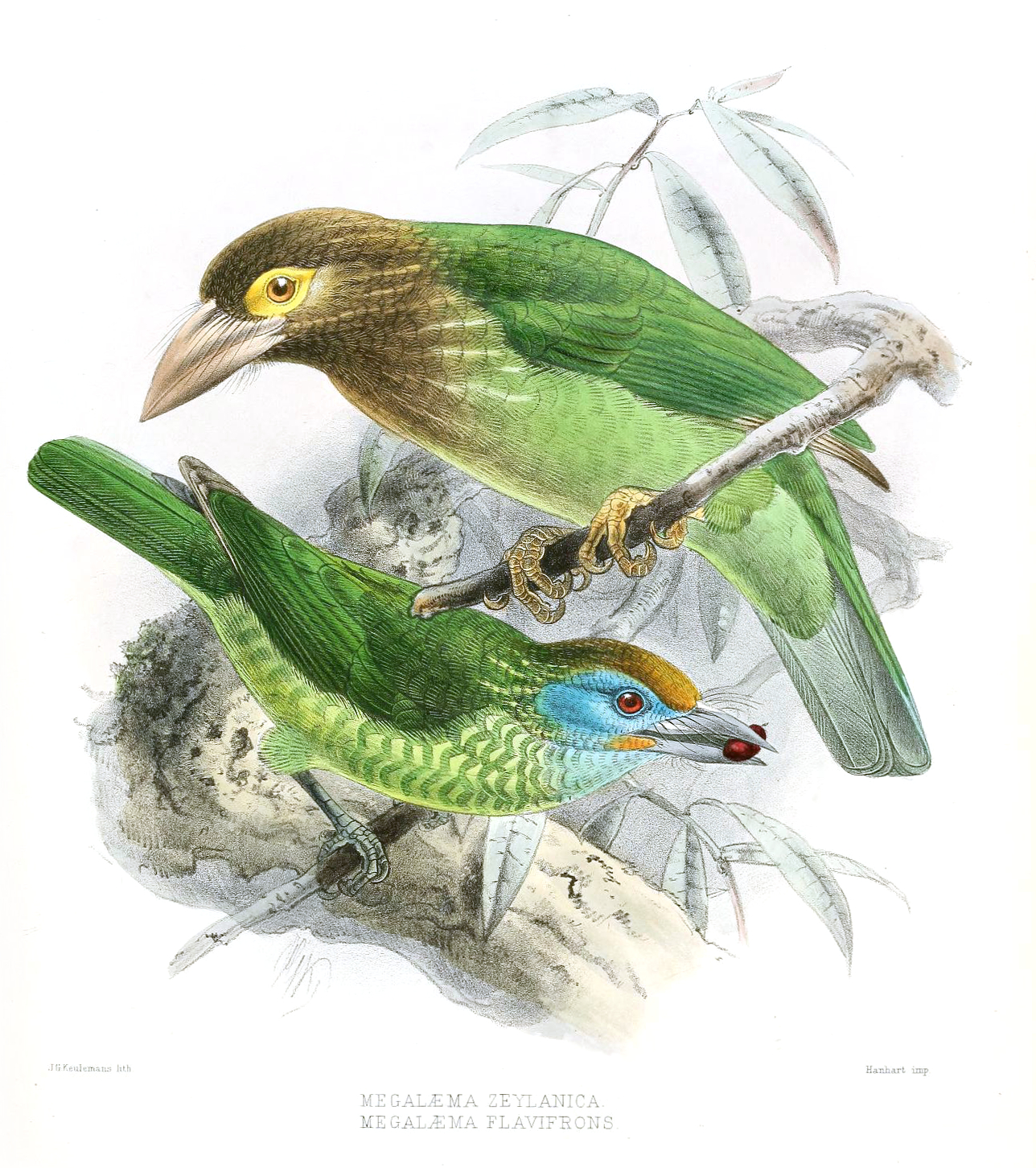
Bruinkopbaardvogel (boven) en Ceylonese baardvogel (onder), afbeelding door John Gerrard Keulemans.

De Ceylonese baardvogel is 21 cm lang. Hij is — net als de andere Aziatische baardvogels — vrij plomp van bouw en overwegend groen gekleurd. Hij heeft een forse snavel met borstels aan de basis. De volwassen vogel is op de kop rond het oog en op de keel blauw gekleurd, met een gele kruin en baardstreep.

## Verspreiding en leefgebied
De Ceylonese baardvogel komt voor in het zuidwesten van Sri Lanka Het is een algemeen voorkomende standvogel van verschillende typen bos en cultuurlandschap zoals parken en grote tuinen.

## Status
De grootte van de populatie is niet gekwantificeerd. Er is aanleiding te veronderstellen dat de soort in aantal stabiel  blijft, daarom staat deze baardvogel als niet bedreigd op de Rode Lijst van de IUCN.